# Saint-Martin-lès-Seyne
Pour les articles homonymes, voir Saint-Martin.
Saint-Martin-lès-Seyne est une commune française, située dans le département des Alpes-de-Haute-Provence en région Provence-Alpes-Côte d'Azur.
Le nom de ses habitants est Saint-Marteynes.

## Géographie

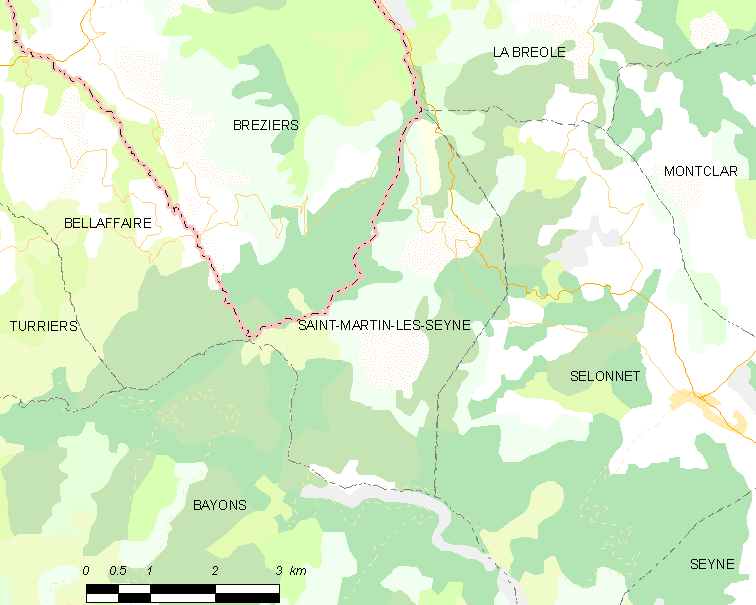
Saint-Martin-lès-Seyne et les communes voisines (Cliquez sur la carte pour accéder à une grande carte avec la légende).

Le village est situé à 1 100 m d’altitude.

### Géologie
Lors des deux dernières grandes glaciations, la glaciation de Riss et la glaciation de Würm, la commune est presque entièrement recouverte par le glacier de la Durance. La montagne de Chabaud, à l’ouest, et la Tête de Charbonnier et la barre de Bayons, au sud, dépassent des glaces. Le glacier de Würm est moins épais, et la diffluence qui se dirigeait vers le ravin de Trente Pas, au sud-ouest, ne se reproduit pas.

### Hydrographie
Les rivières qui traversent la commune sont la Blanche, le riou Rabiou.

### Transports
La commune de Saint-Martin-lès-Seyne est desservie par les routes départementales RD 900c (ancienne route nationale 100c, Nord-Sud dans sa traversée de la commune), et la RD 1, qui s’embranche à l’Est sur la 900c et se dirige vers le nord-ouest vers Turriers et Bayons via le Col des Garcinets. Le chef-lieu est desservi par une route secondaire en impasse.

Routes de montagne à Saint-Martin-lès-Seyne.
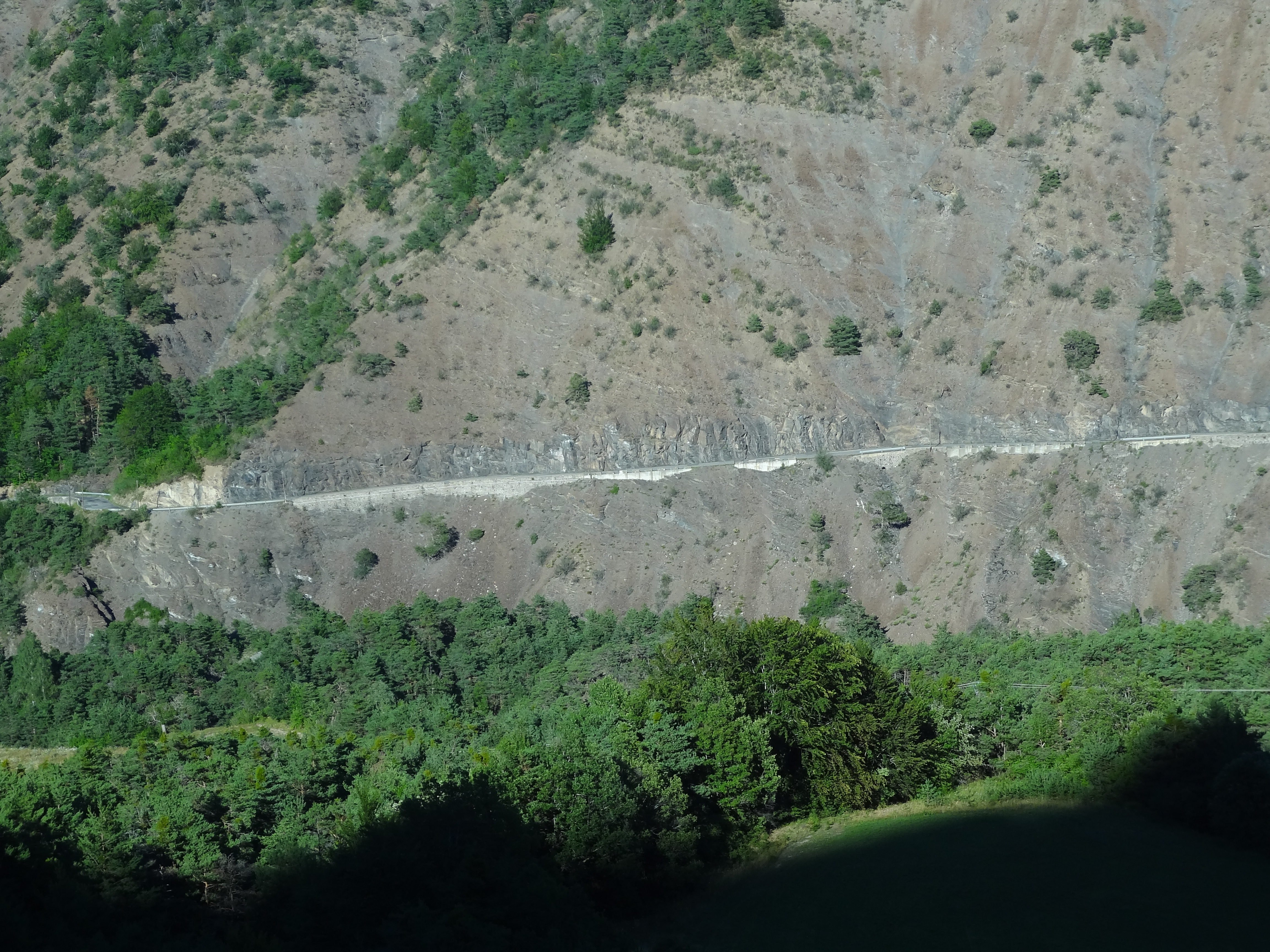
Route D900c au pied du Vendréou : à cet endroit, le parcours entaille la montagne et est presque entièrement sur mur de soutènement.
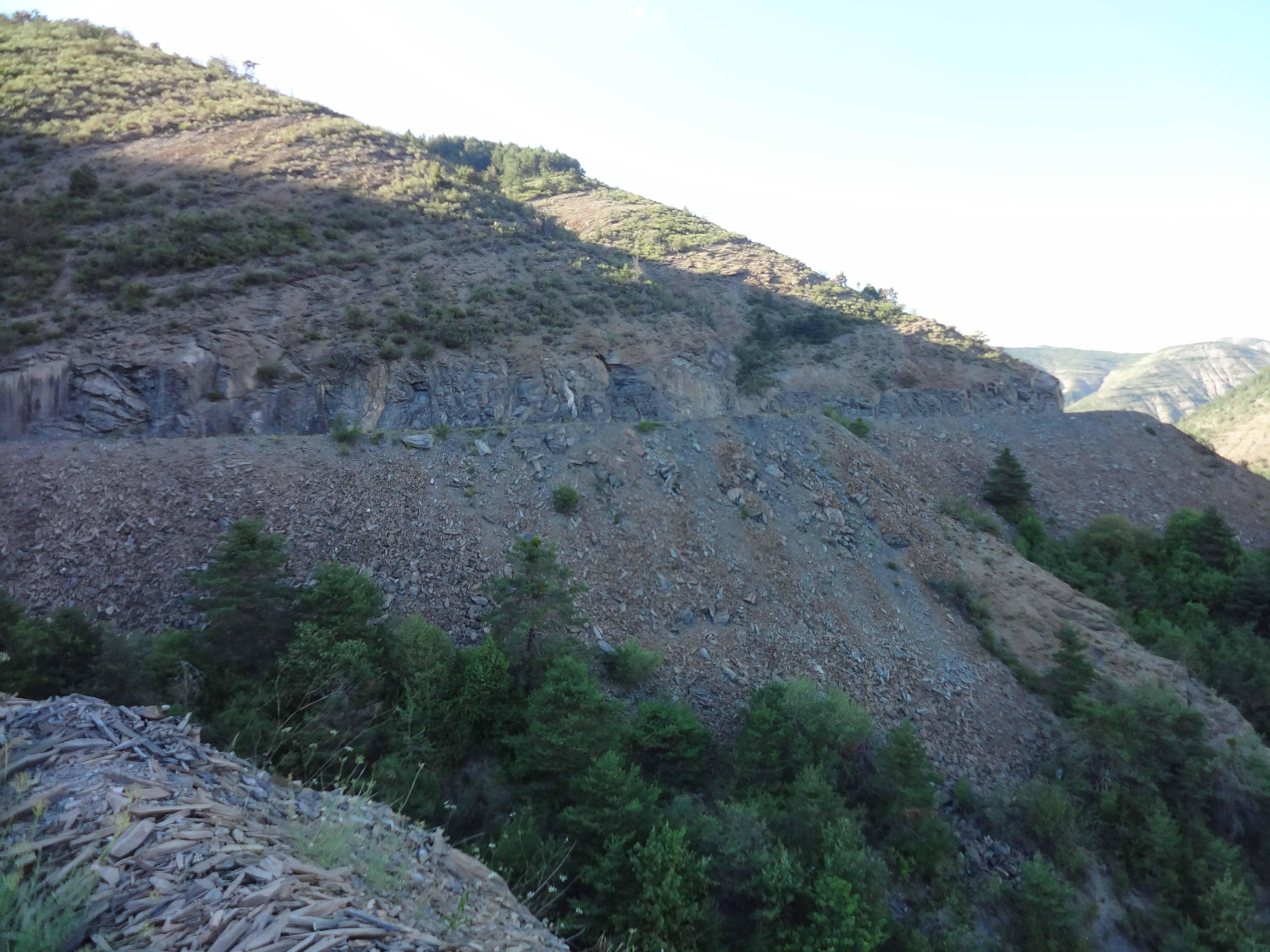
La D1 est elle aussi une route escarpée.

### Risques naturels et technologiques
Aucune des 200 communes du département n'est en zone de risque sismique nul. Le canton de Seyne auquel appartient Saint-Martin-lès-Seyne est en zone 1b (sismicité faible) selon la classification déterministe de 1991, basée sur les séismes historiques, et en zone 4 (risque moyen) selon la classification probabiliste EC8 de 2011. La commune de Saint-Martin-lès-Seyne est également exposée à trois autres risques naturels :
- feu de forêt ;
- inondation ;
- mouvement de terrain.

La commune de Saint-Martin-lès-Seyne n’est exposée à aucun des risques d’origine technologique recensés par la préfecture ; aucun plan de prévention des risques naturels prévisibles (PPR) n’existe pour la commune et le Dicrim n’existe pas non plus.
La commune a été l’objet d’un arrêtés de catastrophe naturelle pour des inondations et des coulées de boue en 2009. Le dernier tremblement de terre fortement ressenti dans la commune est celui du 19 juin 1972, dont l’épicentre était situé à La Bréole : l’intensité macro-sismique ressentie a atteint V sur l’échelle MSK (dormeurs réveillés, chutes d’objets),.

### Climat
Pour des articles plus généraux, voir Climat de Provence-Alpes-Côte d'Azur et Climat des Alpes-de-Haute-Provence.
En 2010, le climat de la commune est de type climat méditerranéen altéré, selon une étude du Centre national de la recherche scientifique s'appuyant sur une série de données couvrant la période 1971-2000. En 2020, Météo-France publie une typologie des climats de la France métropolitaine dans laquelle la commune est exposée à un climat de montagne ou de marges de montagne et est dans la région climatique Alpes du sud, caractérisée par une pluviométrie annuelle de 850 à 1 000 mm, minimale en été.
Pour la période 1971-2000, la température annuelle moyenne est de 8,6 °C, avec une amplitude thermique annuelle de 17,2 °C. Le cumul annuel moyen de précipitations est de 987 mm, avec 7,4 jours de précipitations en janvier et 6,1 jours en juillet. Pour la période 1991-2020, la température moyenne annuelle observée sur la station météorologique de Météo-France la plus proche, « Montclar_sapc », sur la commune de Montclar à 7 km à vol d'oiseau, est de 9,3 °C et le cumul annuel moyen de précipitations est de 889,7 mm. 
La température maximale relevée sur cette station est de 36 °C, atteinte le 23 août 2023 ; la température minimale est de −19,2 °C, atteinte le 5 février 2012,,.
Les paramètres climatiques de la commune ont été estimés pour le milieu du siècle (2041-2070) selon différents scénarios d'émission de gaz à effet de serre à partir des nouvelles projections climatiques de référence DRIAS-2020. Ils sont consultables sur un site dédié publié par Météo-France en novembre 2022.

## Urbanisme

### Typologie
Au 1er janvier 2024, Saint-Martin-lès-Seyne est catégorisée commune rurale à habitat très dispersé, selon la nouvelle grille communale de densité à 7 niveaux définie par l'Insee en 2022.
Elle est située hors unité urbaine et hors attraction des villes,.

### Occupation des sols
L'occupation des sols de la commune, telle qu'elle ressort de la base de données européenne d’occupation biophysique des sols Corine Land Cover (CLC), est marquée par l'importance des forêts et milieux semi-naturels (80,8 % en 2018), en diminution par rapport à 1990 (85 %). La répartition détaillée en 2018 est la suivante : 
forêts (52,9 %), espaces ouverts, sans ou avec peu de végétation (22,9 %), zones agricoles hétérogènes (14,5 %), milieux à végétation arbustive et/ou herbacée (5 %), prairies (2,6 %), terres arables (2,1 %).
L'évolution de l’occupation des sols de la commune et de ses infrastructures peut être observée sur les différentes représentations cartographiques du territoire : la carte de Cassini (XVIIIe siècle), la carte d'état-major (1820-1866) et les cartes ou photos aériennes de l'IGN pour la période actuelle (1950 à aujourd'hui).

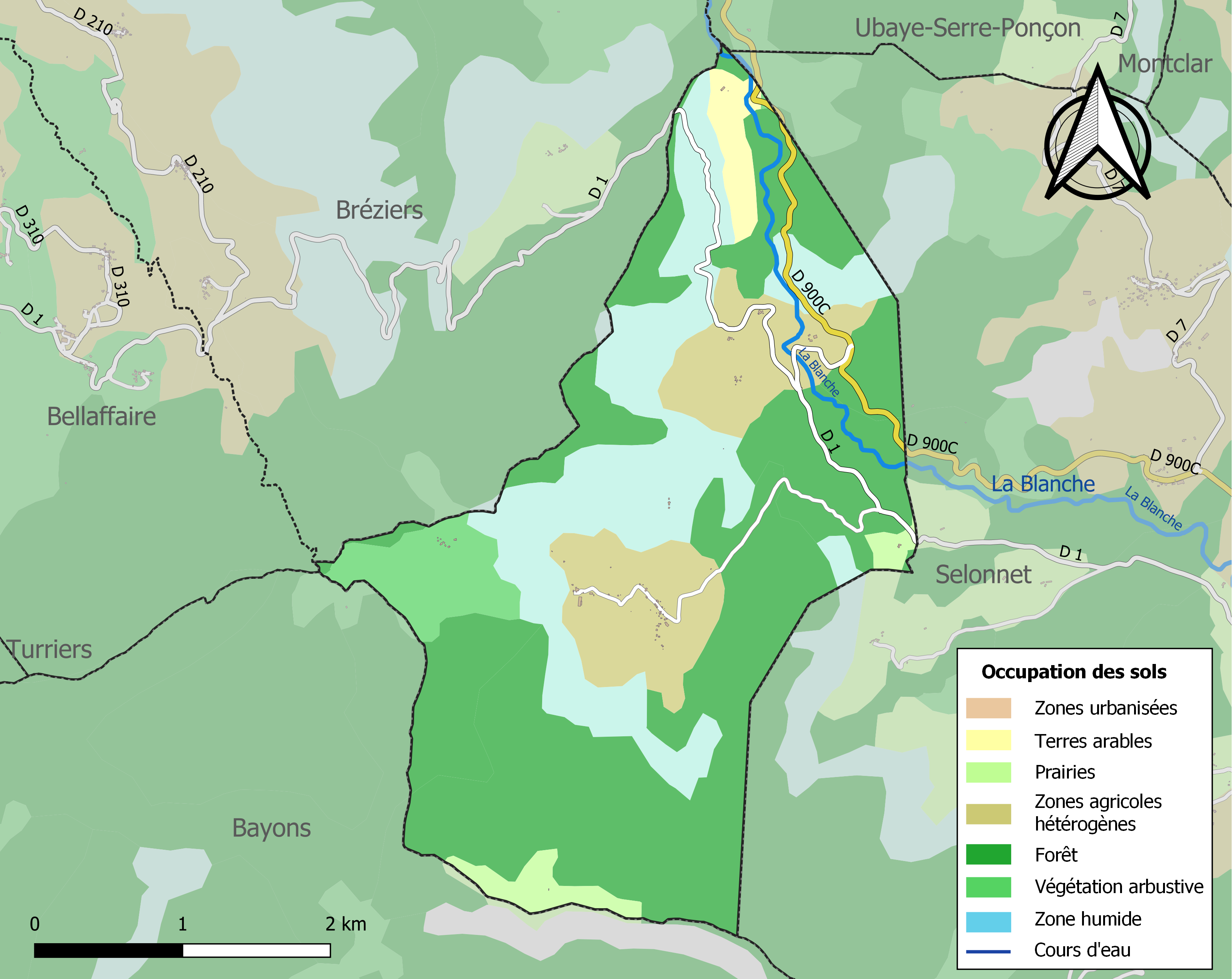
Carte de l'occupation des sols de la commune en 2018 (CLC).

## Toponymie
Le nom du village apparaît pour la première fois vers 1200 (castrum Sancti Martini), château nommé en hommage à saint Martin de Tours, dont le nom était utilisé sous sa forme occitane, qui a été francisée par la suite.

## Économie
L'agriculture est la principale activité de la commune. Un gîte situé à côté de l'église de Saint-Martin-lès-Seyne accueille régulièrement des visiteurs, notamment en période estivale.

## Histoire
La localité est signalée pour la première fois dans les chartes à la fin du XIIe siècle. Comme de nombreux fiefs et communautés proches, le fief de Saint-Martin dépendait des moines de l’abbaye de l'Ile-Barbe,. En 1237, tous les prieurés de l’Ile-Barbe sont placés sous la protection du comte de Provence. L’abbaye vend néanmoins le château et le fief en 1578.
Comme de nombreuses communes du département, Saint-Martin-lès-Seyne se dote d’une école bien avant les lois Jules Ferry : en 1863, elle possède déjà une, installée au chef-lieu et qui dispense une instruction primaire aux garçons. Aucune instruction n’est donnée aux filles : ni la loi Falloux (1851), qui impose l’ouverture d’une école de filles aux communes de plus de 800 habitants, ni la première loi Duruy (1867), qui abaisse ce seuil à 500 habitants, ne concernent Saint-Martin-lès-Seyne. La commune profite des subventions de la deuxième loi Duruy (1877) pour rénover son école, et ce n’est qu’avec les lois Ferry que les filles de Saint-Martin-lès-Seyne sont régulièrement scolarisées.
La commune était essentiellement rurale et n'avait pas d'activité industrielle, en dehors de métiers à tisser utilisés dans les familles paysannes comme complément de revenu durant l'hiver. Toutefois, à la fin des années 1870, une tuilerie fut installée sur le territoire de Saint-Martin par Ange Alini.

## Politique et administration

### Liste des maires
| Période                                  | Période                       | Identité           | Étiquette | Qualité         |
| ---------------------------------------- | ----------------------------- | ------------------ | --------- | --------------- |
| mai 1945                                 |                               | Marcel Charbonnier |           |                 |
|                                          |                               |                    |           |                 |
| 1983 (?)                                 |                               | Henri Rougon       | DVG,      |                 |
| avant 2005                               | 2014                          | Raymond Rougon,    |           |                 |
| avril 2014                               | En cours (au 21 octobre 2014) | Childéric Reboul   | SE        | chef de cuisine |
| Les données manquantes sont à compléter. |                               |                    |           |                 |

### Intercommunalité
Saint-Martin-lès-Seyne fait partie :
- de 2008 à 2017, de la Communauté de communes du Pays de Seyne ;
- depuis le 1er janvier 2017, de la communauté d'agglomération Provence-Alpes.

## Démographie
L'évolution du nombre d'habitants est connue à travers les recensements de la population effectués dans la commune depuis 1765. Pour les communes de moins de 10 000 habitants, une enquête de recensement portant sur toute la population est réalisée tous les cinq ans, les populations de référence des années intermédiaires étant quant à elles estimées par interpolation ou extrapolation. Pour la commune, le premier recensement exhaustif entrant dans le cadre du nouveau dispositif a été réalisé en 2007.

En 2022, la commune comptait 9 habitants, en évolution de −30,77 % par rapport à 2016 (Alpes-de-Haute-Provence : +2,84 %, France hors Mayotte : +2,11 %).
| 1765 | 1793 | 1800 | 1806 | 1821 | 1831 | 1836 | 1841 | 1846 |
| ---- | ---- | ---- | ---- | ---- | ---- | ---- | ---- | ---- |
| 156  | 172  | 171  | 168  | 148  | 136  | 147  | 124  | 145  |

| 1851 | 1856 | 1861 | 1866 | 1872 | 1876 | 1881 | 1886 | 1891 |
| ---- | ---- | ---- | ---- | ---- | ---- | ---- | ---- | ---- |
| 165  | 159  | 128  | 129  | 129  | 145  | 150  | 138  | 132  |

| 1896 | 1901 | 1906 | 1911 | 1921 | 1926 | 1931 | 1936 | 1946 |
| ---- | ---- | ---- | ---- | ---- | ---- | ---- | ---- | ---- |
| 113  | 109  | 110  | 108  | 96   | 86   | 77   | 70   | 58   |

| 1954 | 1962 | 1968 | 1975 | 1982 | 1990 | 1999 | 2006 | 2007 |
| ---- | ---- | ---- | ---- | ---- | ---- | ---- | ---- | ---- |
| 49   | 52   | 41   | 34   | 29   | 15   | 22   | 19   | 19   |

| 2012 | 2017 | 2022 | - | - | - | - | - | - |
| ---- | ---- | ---- | - | - | - | - | - | - |
| 14   | 14   | 9    | - | - | - | - | - | - |

| 1315    | 1471    |
| ------- | ------- |
| 56 feux | 14 feux |

L’histoire démographique de Saint-Martin-lès-Seyne, après la saignée des XIVe et XVe siècles et le long mouvement de croissance jusqu’au début du XIXe siècle, est marquée par une période d’« étale » où la population reste relativement stable à un niveau élevé. Cette période dure toute la première moitié du siècle. L’exode rural provoque ensuite un mouvement de recul démographique de longue durée. En 1926, la commune enregistre la perte de la moitié de sa population par rapport au maximum historique de 1851. Le mouvement de baisse se poursuit très tardivement, dans les années 1990. Depuis, la population se stabilise à un très bas niveau, entre quinze et vingt habitants.

## Lieux et monuments
Au village, la demeure des anciens seigneurs du lieu est appelée le château : c’est une grosse maison carrée à deux étages, qui date de la fin du XVIIIe ou du début du XIXe siècle.
L’église Saint-Martin date de 1866 ; la nef est surmontée d’une simili-voûte, le chœur l’est d'une coupole. Les cloches sont logées dans une tour. L’église est ornée d'un tableau représentant saint Martin de Tours date de la fin du XVIIe siècle.